# Haszan Rágib
Haszan Rágib, arabul: حَسَن رَاغِب (1909. január 1. – 1973) válogatott egyiptomi labdarúgó, fedezet.

## Pályafutása
Az ál-Ittihád labdarúgója volt. Az egyiptomi válogatott tagjaként részt vett az 1934-es olaszországi világbajnokságon, ahol pályára lépett a magyar válogatott elleni mérkőzésen, amely 4–2-es magyar győzelemmel zárult.